# Klarälven
Klarälven i Sverige samt Klara, Femundselva och Trysilelva i Innlandet fylke i Norge utgör en och samma älv som är omkring 460 kilometer lång. Nästan 300 kilometer av älven är belägen i Sverige, främst i Värmland, men även i viss mån i Härjedalen.  Avrinningsområdet är 11 847,6 km² totalt. Vid mynningen i Vänern är medelvattenföringen 162,5 m³/s samt medelhögvattenföringen 690 m³/s.

## Älvens namn
Klarälven har minst 35 kända namn. Vid sin källa i Härjedalen går den under namnet Brändstötsbäcken. I sitt övre flöde i Norge heter älven Femundselva efter sjön Femunden som den flyter igenom. När den längre nedströms flyter in i Trysils kommun får den namnet Trysilelva. I folkmun blandas ibland de olika norska namnen ihop, och därtill förekommer namnet Klara eller Klaran. Vid inflödet i norra Värmland får älven namnet Klarälven.
Älven har sedan gammalt haft olika benämningar efter de platser den flyter förbi. Exempel på detta är Värmlandsälven, Storälven, Långe Sijdan och Gråsijdan. Älven kallades dock enligt de äldsta beläggen på 1200-talet för Gautelfr, alltså Göta älv ("Götälven"). Från 1600-talets slut var Storälven (Stoor Elffwen ca 1670) det vanligaste namnet på älven. Det nuvarande namnet (även i form av namnet Klaran) dyker upp i början av 1700-talet och syftar på vattnets klarhet. Beläggen från denna tid kallar älven antingen för Store eller Clara Elf. Benämningen och ortnamnet Clara Elf syns också på en karta nedan under rubriken Klarälvens delta. Kartan beskriver Karlstad, som det såg ut före den stora stadsbranden 1865.

## Älvens lopp

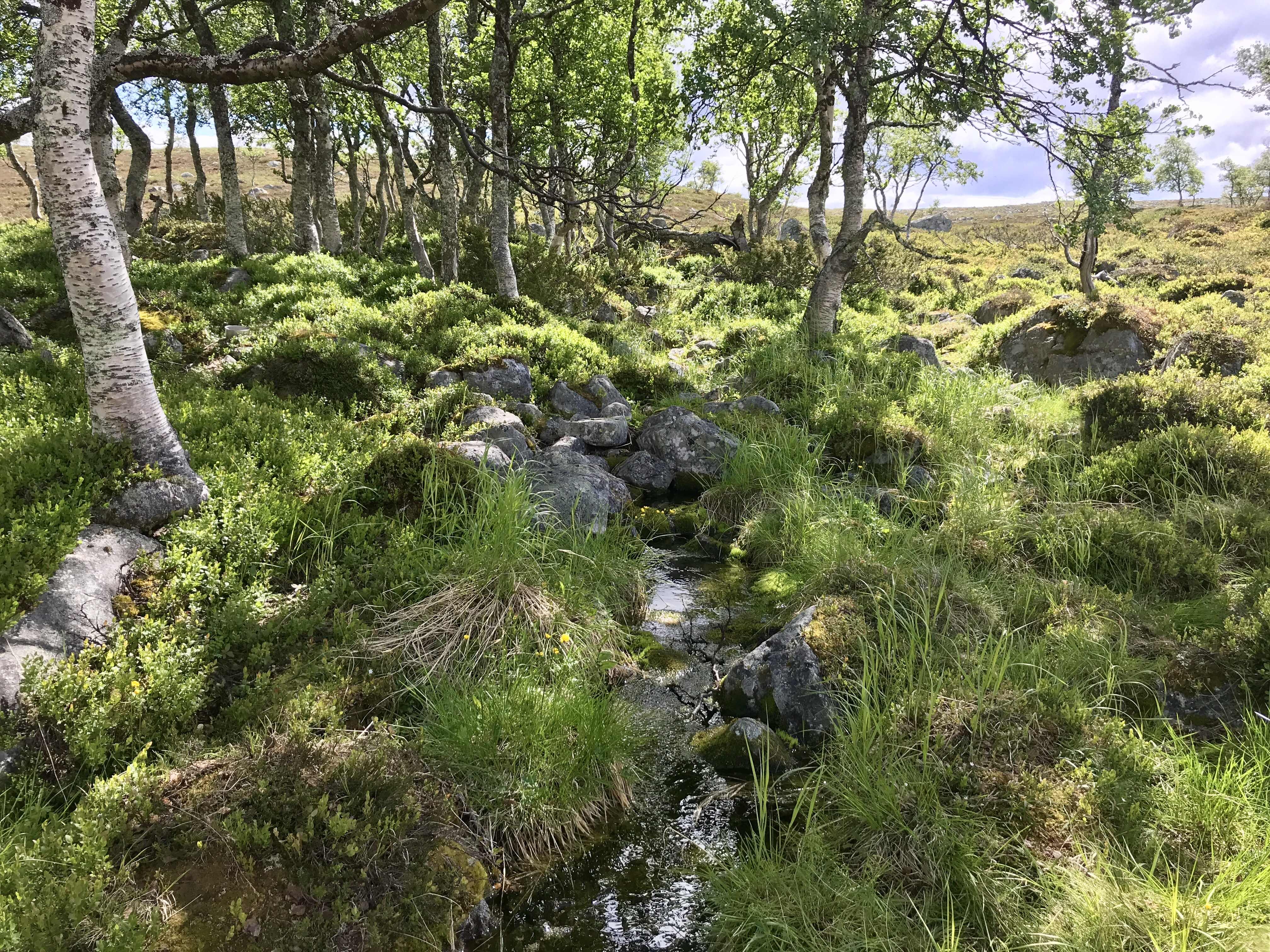
Klarälven/Göta älvs källa på nordöstsluttningen av fjället Brändstöten i Härjedalen.

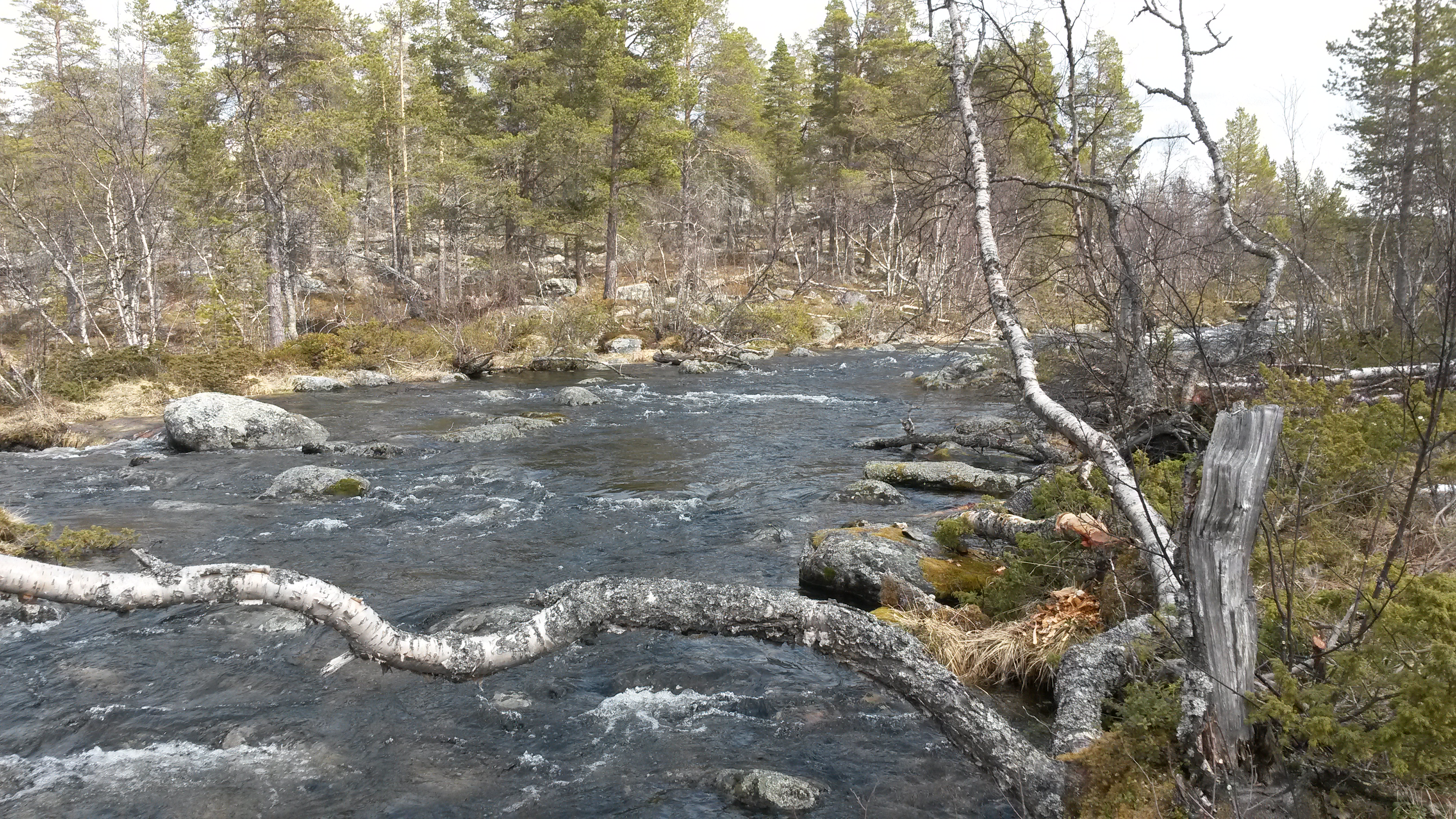
Klarälven/Göta älv nedströms Stor-Tandsjön i Härjedalen.

Älven börjar som en bäck i Härjedalen vid fjället Brändstöten och passerar Lill-Tandsjön  och Stor-Tandsjön innan den når den gränsöverskridande sjön Rogen. Mellan Rogen och Femunden kallas älven Røa. Från Femunden flyter sedan älven vidare söderut i Norge. Den korta sträckan mellan Femunden och sjön Isteren går den under namnet Gløta, därefter som Femundselva i Engerdals kommun och sedan Trysilelva i Trysils kommun.
Efter inflödet i Sverige i nordligaste Värmland följer Klarälven en rak sprickdal söderut, Klarälvdalen, där den bildar imponerande meanderbågar på en sträcka av 90 kilometer.
Vid Edebäck har dalgången fyllts igen av stora isälvsavlagringar, och Klarälven har tvingats in i en ny västligare fåra med flera vattenfall och forsar.

## Klarälvens delta

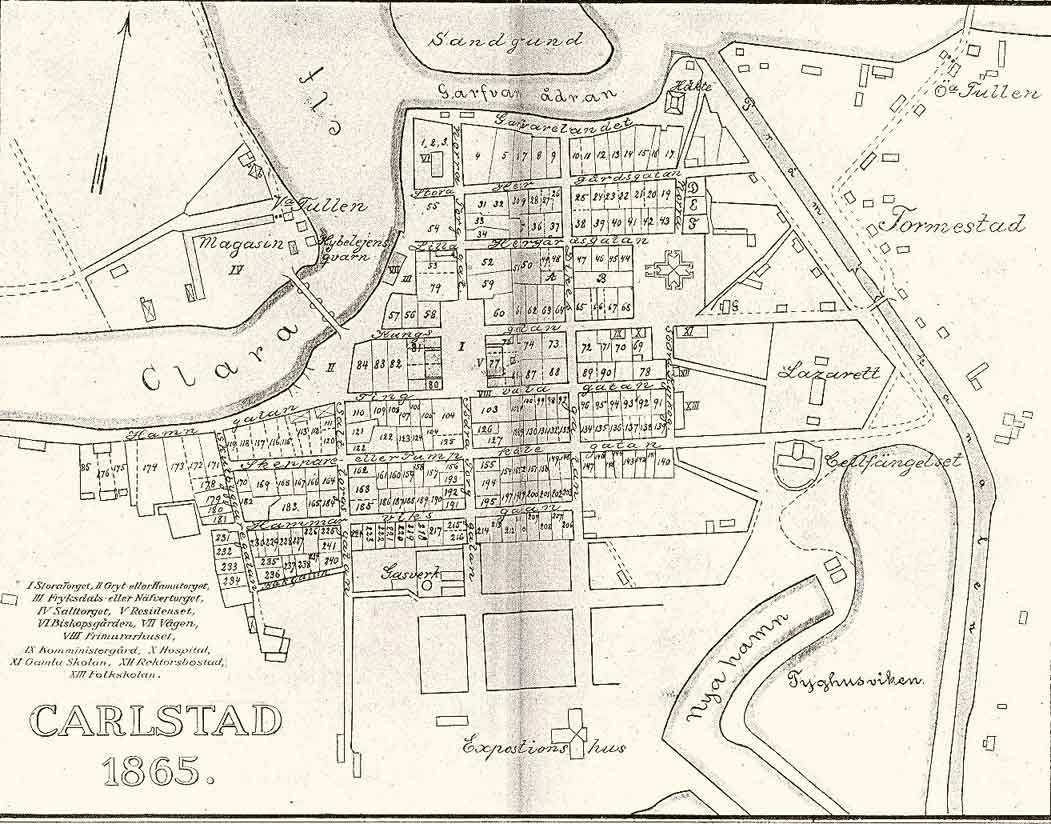
Denna gamla karta över Karlstad från före branden 1865, från Värmlandsarkiv (lyder under Riksarkivet), visar att Sandgrundsudden förr var en ö.

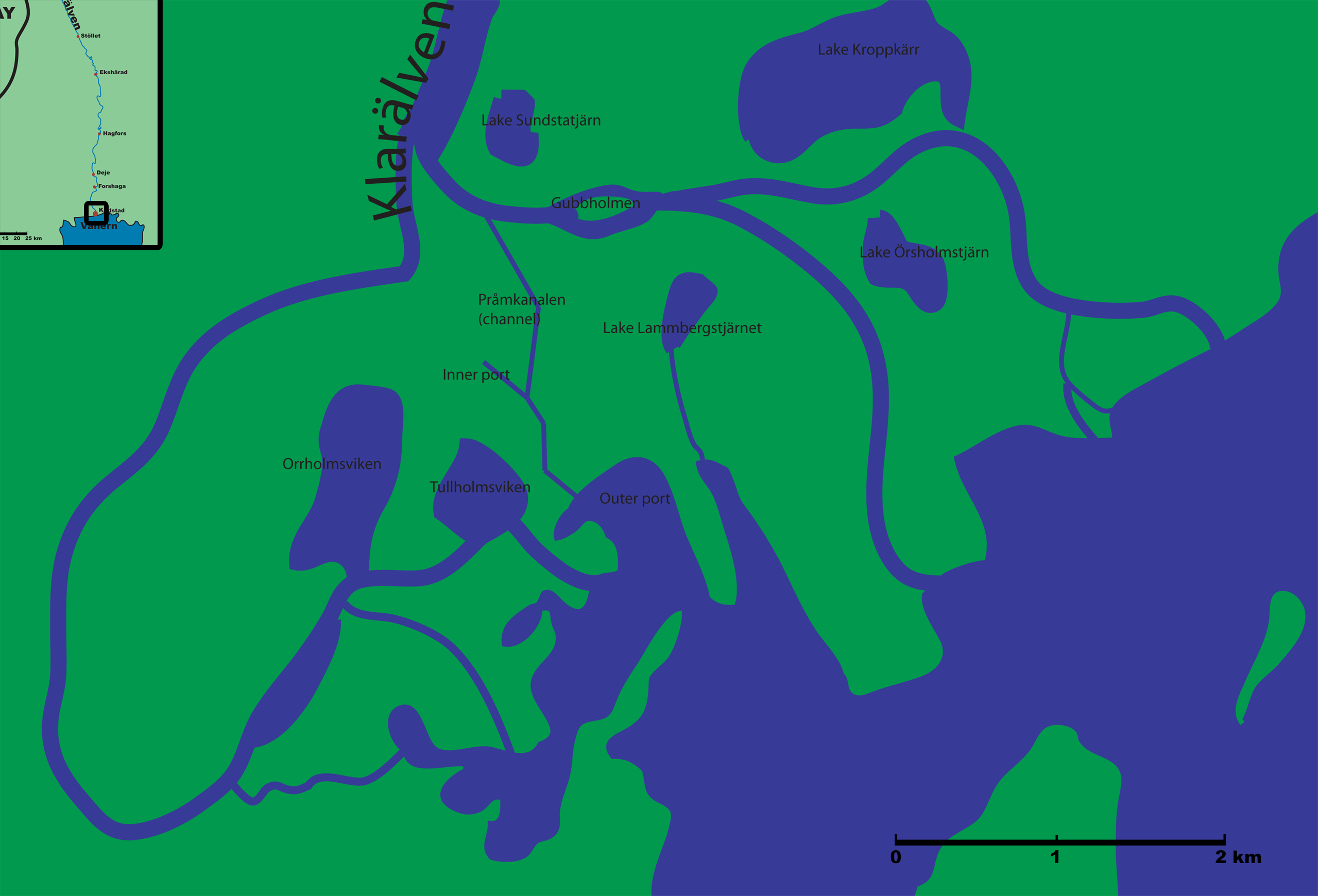
Karta över Klarälvens delta vid Karlstad.

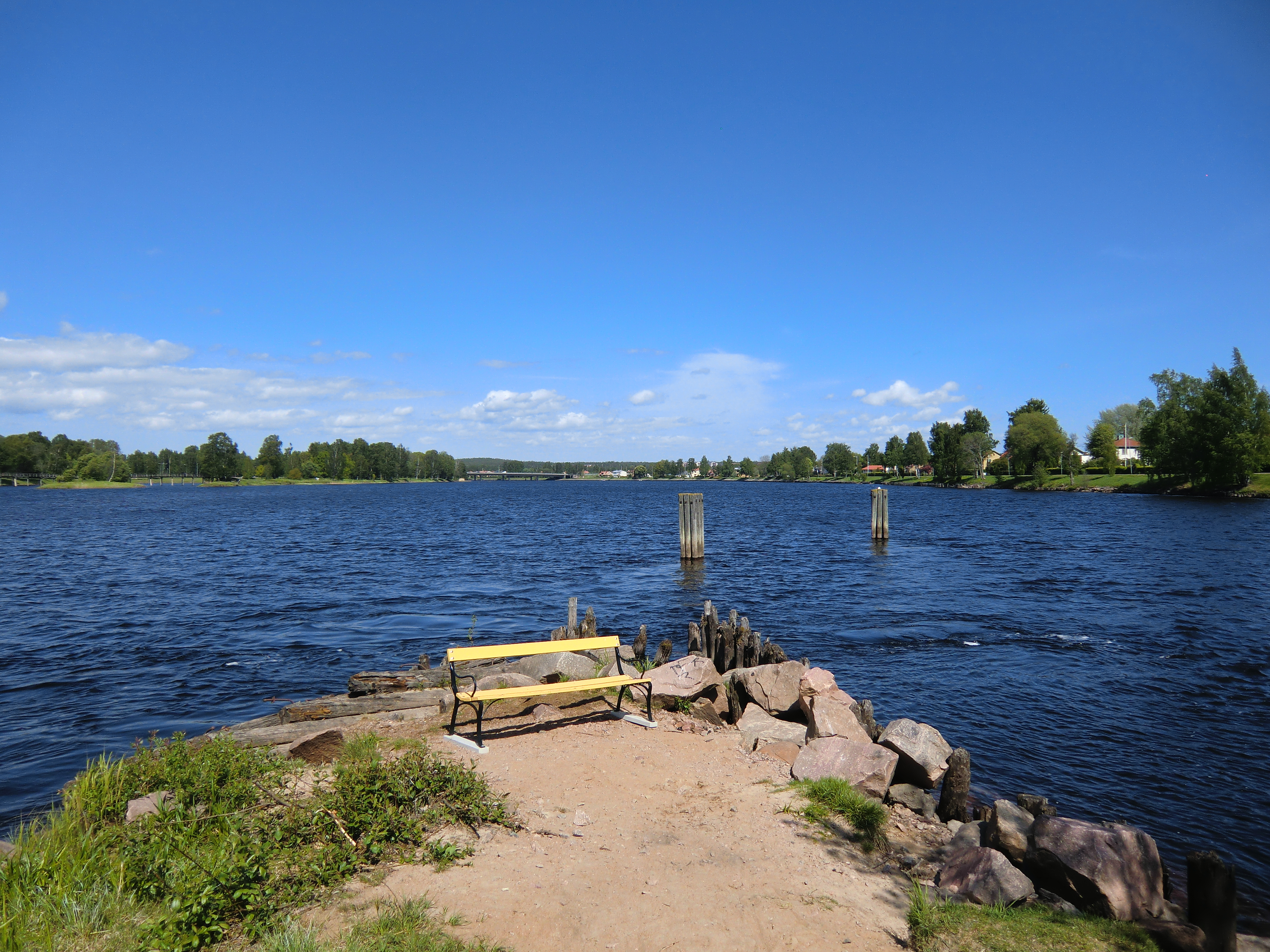
Klarälven vid Sandgrundsudden i Karlstad där den delar sig i västra och östra älvgrenen.

Klarälven mynnar i Vänern i ett delta, med åtta större mynningsarmar, i Karlstad och dess omgivningar. Först delar sig älven vid Sandgrundsudden i Karlstad i Västra älvgrenen och Östra älvgrenen. Sedan delar sig Västra älvgrenen från väster i 1. Dingelsundsådran, 2. Skoghallsådran, 3. Morbrors ådra (den minsta), 4. Sorgforsådran (delvis täckt av en konstgjord bank byggd för Hammaröleden) och i 5. Suttersälven.
Östra älvgrenen delar sig i 6. Örsholmsälven och 7. Kaplansälven. Den sista delar sig också ytterligare och den västra av dessa armar kallas 8. Klockarådran. Denna delar sig dessutom en gång till, något tiotal meter innan utloppet, genom en sandbanksbildning eller öbildning. Men de älvarmarna kan anses som för korta och försumbara vid räkningen av de större mynningsarmarna (det är bara en liten ö).
Förr delade sig älven i olika grenar också omkring 50 meter norr om Sandgrund. Det fanns alltså även där flera öar, innan motorvägen byggdes i slutet av 1960-talet. Då fylldes flera fåror igen och Borgmästarholmen blev en halvö. En av öarna, Videholmen, finns dock kvar Sandgrundsudden var dessutom fram till 1900-talet en ö.
Deltat har sedan istiden flyttats allt längre söderut på grund av landhöjningen varigenom Vänern har blivit mindre. Rester av deltat finns alltså längre uppströms längs Klarälven i form av sjöar, som bland annat är avsnörda älvarmar, korvsjöar. Sådana korvsjöar finns även i Karlstads omgivningar då älvarmarna där också avsnörts av sandbankar och liknande under åren.

## Vattenkraftverk i norska delen inkl. biflöden  (norrifrån och nedströms söderut)
1. Hylla kraftverk, utnyttjar fallhöjden på 324 m mellan Lillhyllsjøen och Engeren/Trysilelva, 2,9 MW
2. Sagnfossen kraftverk, fallhöjd 9,5 m, 6,2 MW
3. Lutufallet kraftverk, fallhöjd 13,7 m, 14,1 MW[10]

## Vattenkraftverk och biflöden (längs den svenska delen av älven)

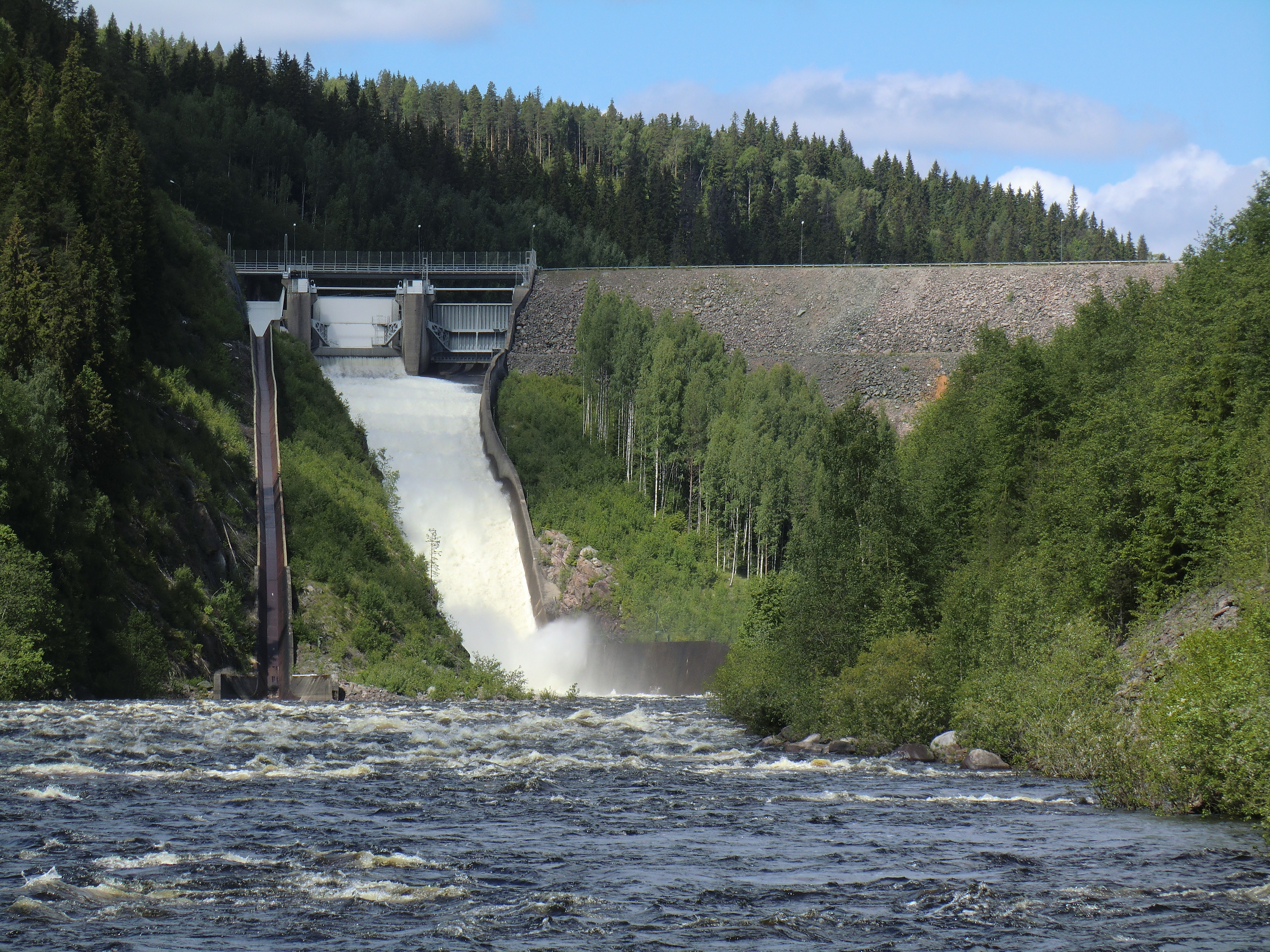
Höljesdammen med torrfåran vattenfylld på grund av problem med kraftverket.

Älven används även för vattenkraft. Vattenkraftverken är följande från älvens nedre lopp och uppströms i Sverige:
1. Forshaga kraftverk i Forshaga,
2. Dejefors kraftverk i Dejeforsen, 20 MW, i centrala Deje,
3. Munkfors kraftverk i Munkfors, 33 MW,
4. Skymnäsforsens kraftverk i Skymnäsforsen i Skymnäsfors, 17 MW,
5. Forshults kraftverk i Forshult, 20 MW,
6. Krakeruds kraftverk i Krakerud, 22 MW,
7. Skogaforsens kraftverk i Skogaforsen i Skogafors 15 MW,
8. Edsforsens kraftverk i Edsforsen i Edsfors 9 MW och
9. Höljes kraftverk i Höljes, 130 MW.[11]

### Större biflöden samt vattenkraftverk i dem
Större biflöden till Klarälven i Sverige och vattenkraftverk norrifrån och nedströms söderut:
1. Tåsan och Tåsans kraftverk, 40 MW,
2. Letten och Lettens kraftverk, 36 MW,
3. Halgå och Halgå kraftverk (Brattfallets kraftverk) i Kristinefors 0,4 MW,
4. Uvån, totalt 36,5 MW[12] (se närmare om kraftverken där i artikeln om Uvån),
5. Lovisebergsälven med Forshults kvarn, 0,05 MW,
6. Mölnbacka kraftverk i Mölnbacka, vid den korta avloppsån från sjön Västra Örten in i sjön Lusten som en arm (den så kallade Ådran) av Klarälven genomflyter,[11][13]
7. Kvarntorpsån-Dömleälven. I Dömle finns ett mindre kraftverk. Dömleälven rinner från sjön Visten och vattendraget genomflyter sjön Smårissjön, med namnet Dömleälven när den rinner in i Smårissjön och med namnet Kvarntorpsån när den rinner ut ur Smårissjön sydöst ner mot Klarälven, där den mynnar strax nordöst om Forshaga.[14]

## Flottning och turism

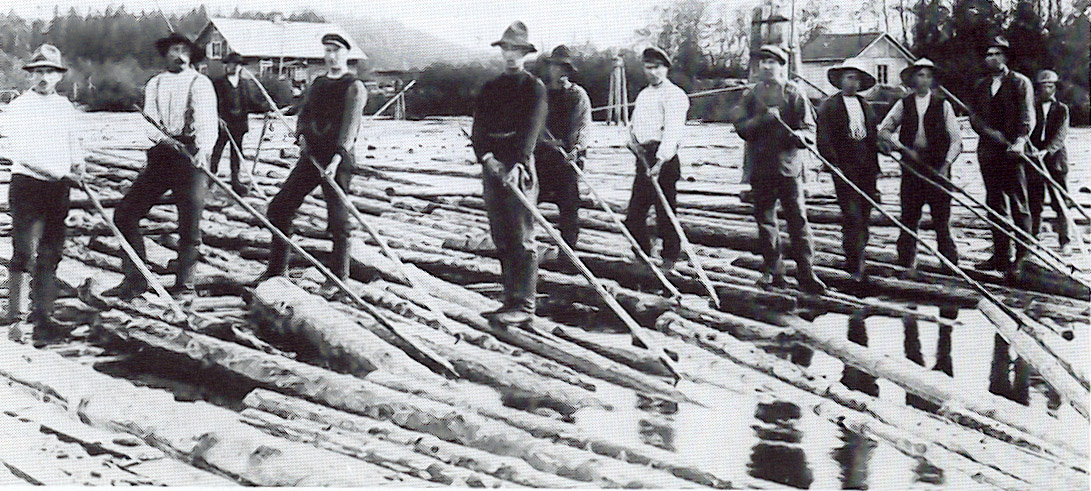
Den traditionella timmerflottningen på älven.

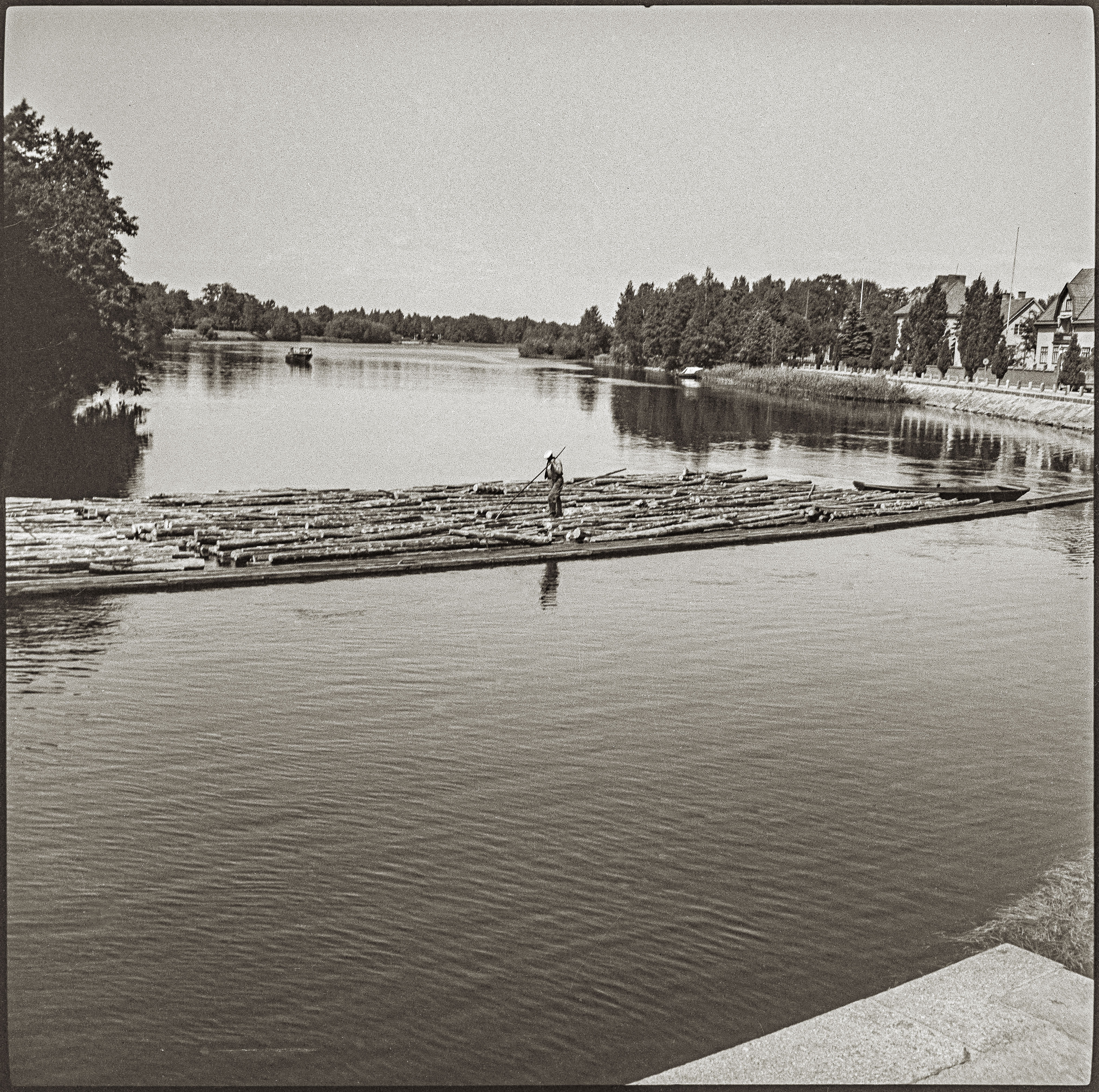
Klarälven i Karlstad. Timmer flottas. Vy norrut från Västra bron, Museigatan till höger i bild. 20 juli 1955.

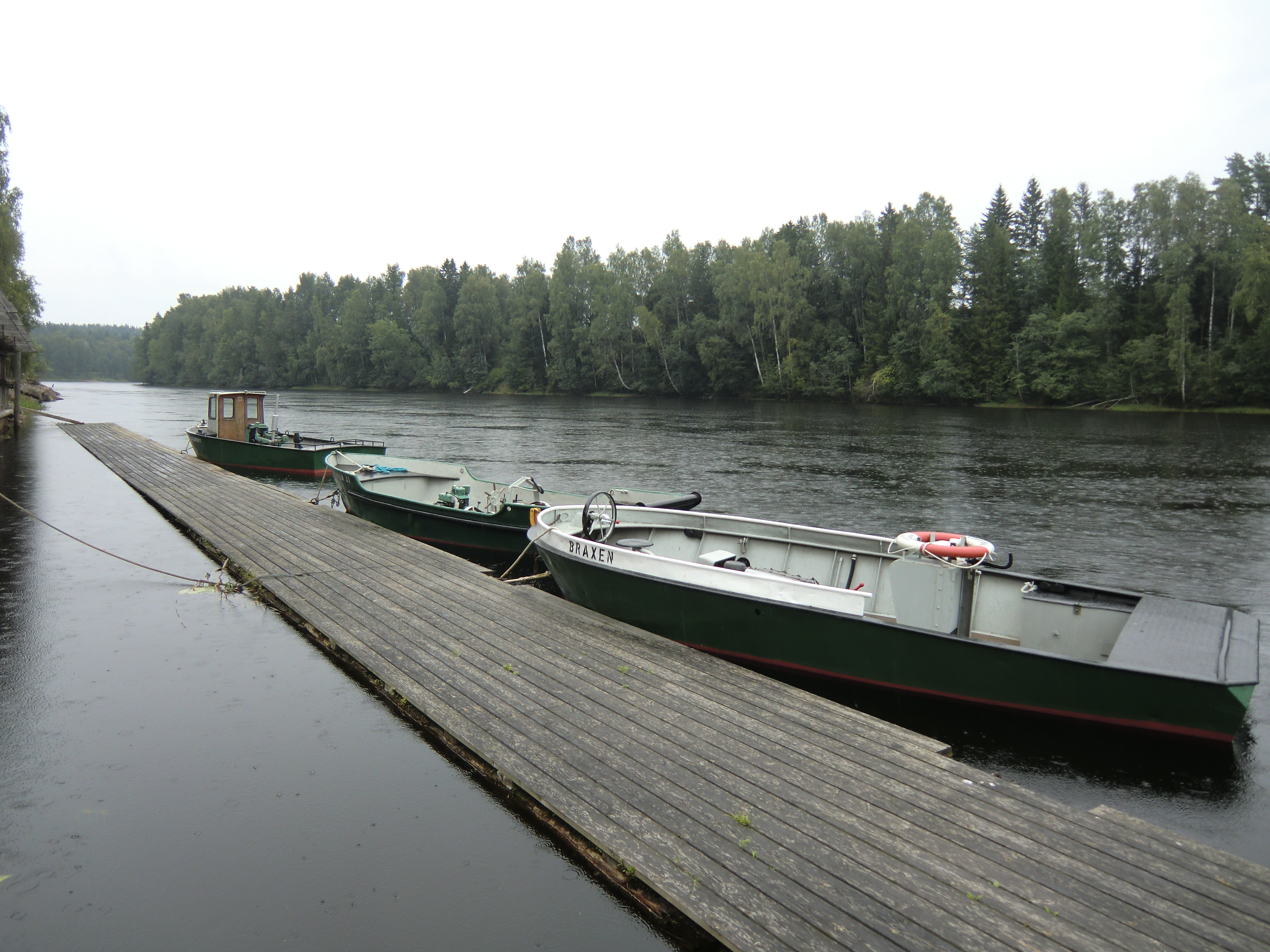
Flottningsbåtar i Klarälven vid Dyvelstens flottningsmuseum.

Klarälven var den sista svenska floden med timmerflottning. Den upphörde först 1991. Det var såväl timmer som massaved som transporterades på detta sätt från både Sverige och Norge via Trysilelva och Klarälven till Skoghall utanför Karlstad. När flottningen var som mest omfattande 1957 flottades omkring en miljon kubikmeter timmer på älven. Vid skiljet i sjön Lusten, som en arm (med namnet Ådran) av Klarälven genomflyter, strax öster om Deje och Nedre Ulleruds kyrka nedanför det sista större vattenkraftverket i älven (Dejefors, se ovan), sorterades de olika kvalitéerna och buntades. Därifrån drogs sedan timret efter båt, de så kallade Lustenbåtarna, till slutstationen nere i Skoghall vid mynningen i Vänern av en av älvarmarna (Skoghallsådran) i älvens delta.
Flottningen finns belagd tillbaka till 1700-talet. 1766 reglerades flottning över riksgränsen i särskild författning. Cirka 1830 bildades organisationen “Herrar timmerhandlare på Clara elf och däri fallande vattendrag”, med syfte att samordna flottningens intressenter. Denna organisation blev ursprunget till den 1893 bildade Klarälvens flottningsförening (KFF), som fram till 1991 organiserade flottningen. KFF upplöstes 1998 efter att den svenska regeringen officiellt avlyst Klarälven som flottningsled året innan.
Flottning är en mycket energieffektiv transportmetod för timmer, men kan medföra en ökad erosion av meanderbågarna. Tidigare lät man till och med erodera näsen för att få timret i älven. De omfattande rensningar som genomfördes i Klarälven och dess biflöden har också lett till ekologisk påverkan och försämrade lekområden och habitat för lax, öring och andra fiskarter som tidigare var vanliga i älven. Ett omfattande arbete för att återställa påverkan från flottningsrensningar pågår.
Numera används älven som turistled istället för flottning och trafikeras av timmerflottar mellan Branäs och Edebäck. Älven lämpar sig dessutom väl för fiske. Laxtrappor eller fisktrappor finns vid några av vattenkraftverken bland annat vid Dejefors kraftverk.

## Laxen och öringen
Klarälven mynnar i Vänern som är Sveriges största insjö. I Vänern finns ett unikt bestånd av lax med flera olika stammar som lever hela sitt liv i sötvatten. 
Den typiska Klarälvslaxen är ganska småvuxen och når en maximal vikt av 10–11 kg. Laxens uppsteg ifrån Vänern äger rum under maj-juni. Under denna period kan det, om väder och vattenstånd är gynnsamt, finnas stora mängder lax nedströms kraftstationen i Forshaga.
Eftersom det inte finns några bottenområden som är gynnsamma för lek i denna del av Klarälven, vill laxen fortsätta att vandra norrut i älven. På grund av vattenkraftutbyggnaden är dock detta inte möjligt. Därför finns vid kraftstationen i Forshaga en fiskfälla där både lax och öring fångas. Kraftbolaget transporterar sedan ett antal fiskar upp till övre delen av Klarälven i vattentankar på lastbil. Andra fiskar stryks vilket innebär att man trycker ut rom och mjölke, så att nya fiskar kan odlas upp för återutsättning i älven. På detta vis kan Klarälven fortfarande hysa både lax och öring.
Klarälven hyser också ett bestånd av Gullspångslax och Gullspångsöring. Anledningen till detta är att Gullspångsälven som även den mynnar i Vänern, på grund av vattenkraftsutbyggnad inte kan hysa lax och öring. Fiskeriverket har därför tillsammans med kraftbolaget hittat en lösning där Klarälven fungerar som tillfällig hemälv för Gullspångsfisken till dess att Gullspångsälven återigen kan fungera som lekälv. I fällan vid Forshaga kraftstation skiljer man därför ut Gullspångsfisk från Klarälvsfisk. Det är endast Klarälvsfisk som transporteras till lekområdena i norra Klarälven. Gullspångsfisken stryks för odling i bassäng. Denna åtskillnad görs för att undvika en sammanblandning av stammarna.
Att Klarälven hyser två olika laxstammar kan ses genom att Klarälvslaxen stiger tidigt på säsongen och är som tidigare nämnts ganska småväxt. Gullspångslaxen stiger senare och har en betydligt större maxvikt (över 20 kg). Gullspångslaxen är faktiskt den största sötvattenlevande laxen i världen.
Före regleringen av Klarälven gav dess naturliga laxbestånd under 1840-talet årligen fångster på 30 000 laxar eller ca 100 ton. Under bottenåret 1970 fångades det bara knappt 1 ton lax i Vänern/Klarälven.